# Velika nagrada predsednika Medicija 1974
Velika nagrada predsednika Medicija 1974 je bila neprvenstvena dirka Formule 1 v sezoni 1974. Odvijala se je 3. februarja 1974 na dirkališču Circuito di Brasilia.

## Rezultati

### Dirka
| Poz | Št | Dirkač               | Konstruktor   | Krogi | Čas/Odstop | Št. m. |
| --- | -- | -------------------- | ------------- | ----- | ---------- | ------ |
| 1   | 5  | Emerson Fittipaldi   | McLaren-Ford  | 40    | 1.15:22,75 | 2      |
| 2   | 3  | Jody Scheckter       | Tyrrell-Ford  | 40    | + 12,3 s   | 3      |
| 3   | 20 | Arturo Merzario      | Williams-Ford | 40    | + 27,1 s   | 5      |
| 4   | 19 | Jochen Mass          | Surtees-Ford  | 40    | + 1:39,74  | 8      |
| 5   | 8  | Wilson Fittipaldi    | Brabham-Ford  | 39    | +1 krog    | 7      |
| 6   | 10 | Howden Ganley        | March-Ford    | 39    | +1 krog    | 10     |
| 7   | 14 | Henri Pescarolo      | BRM           | 39    | +1 krog    | 9      |
| 8   | 14 | Jean-Pierre Beltoise | BRM           | 38    | +2 kroga   | 6      |
| 9   | 18 | Carlos Pace          | Surtees-Ford  | 35    | +5 krogov  | 4      |
| 10  | 9  | Hans-Joachim Stuck   | March-Ford    | 34    | Motor      | 11     |
| Ods | 7  | Carlos Reutemann     | Brabham-Ford  | 12    | Bat        | 1      |
| Ods | 24 | James Hunt           | March-Ford    | 1     | Menjalnik  | 12     |